# Стэнли, Джордж, 9-й барон Стрейндж из Нокина
Джордж Стэнли (ок. 1460 — 4/5 декабря 1503) — английский аристократ, барон Стрейндж из Нокина и барон Моэн (по праву жены) с 1482 года.

## Биография
Родился около 1460 года в Ноусли, Ланкашир. Старший сын Томаса Стэнли, 1-го графа Дерби, и его первой жены Элеоноры Невилл, дочери Ричарда Невилла, 5-го графа Солсбери. В 1475 году был посвящён английским королём Эдуардом IV в рыцари Орденом Бани. В 1485 году — констебль в замках Понтефракт и Нарсборо. В том же году Джордж Стэнли присутствовал в битве при Босуорте, находясь в заложниках при короле Ричарде III из-за действий своего отца.
В 1486 году — констебль замка Уиклоу и юстициарий Ланкастерского герцогства. В 1487 году Джордж Стэнли принимал участие в битве при Стоук-Филд. В том же году был посвящён в рыцари орденом Подвязки и стал тайным советником.

## Семья и дети
Женат с 1482 года на Джоан ле Стрейндж (примерно 1460—1514), 9-й баронессе Стрейндж из Нокина, дочери Джона ле Стрейнджа, 8-го барона Стрейнджа из Нокина, и Жакетты Вудвилл (дочери Ричарда Вудвилла, 1-го графа Риверс, и Жакетты Люксембургской). Дети:
- Джон Стэнли (умер в 1503)
- Томас Стэнли (1485—1521), 2-й граф Дерби и 1-й лорд Мэна (1504—1521)
- Джеймс Стэнли (1486—1562), рыцарь, основатель ветви Стэнли из Бикерстейфа, из которого происходили Эдуард Стэнли, 11-й граф Дерби, и его потомки
- Джейн Стэнли, муж — сэр Роберт Шеффилд (умер в 1531), сын сэра Роберта Шеффилда, спикера палаты общин
- Элизабет Стэнли
- Маргарет Стэнли

## В культуре
- Телесериал «Белая королева» (2013, роль Джорджа исполнил Эндрю Гауэр).